# Высоковский, Зиновий Моисеевич
Зиновий Моисеевич Высоко́вский (28 ноября 1932, Таганрог — 3 августа 2009, Москва) — советский и российский актёр театра и кино, эстрадный артист. Народный артист Российской Федерации (2003), заслуженный артист РСФСР (1978), заслуженный деятель культуры Польши (1976).

## Биография
Отец Высоковского работал главным бухгалтером на Таганрогском кирпичном заводе.
Окончив с золотой медалью школу имени А. П. Чехова, Зиновий Высоковский в 1952 году приехал из Таганрога в Москву с намерением поступить в Театральное училище имени Щукина. Однако тогда поступить не удалось. Зиновий получал образование инженера по автоматике и телемеханике в Таганрогском радиотехническом институте и параллельно готовился к поступлению. Поступить в Щукинское училище удалось в 1957 году.

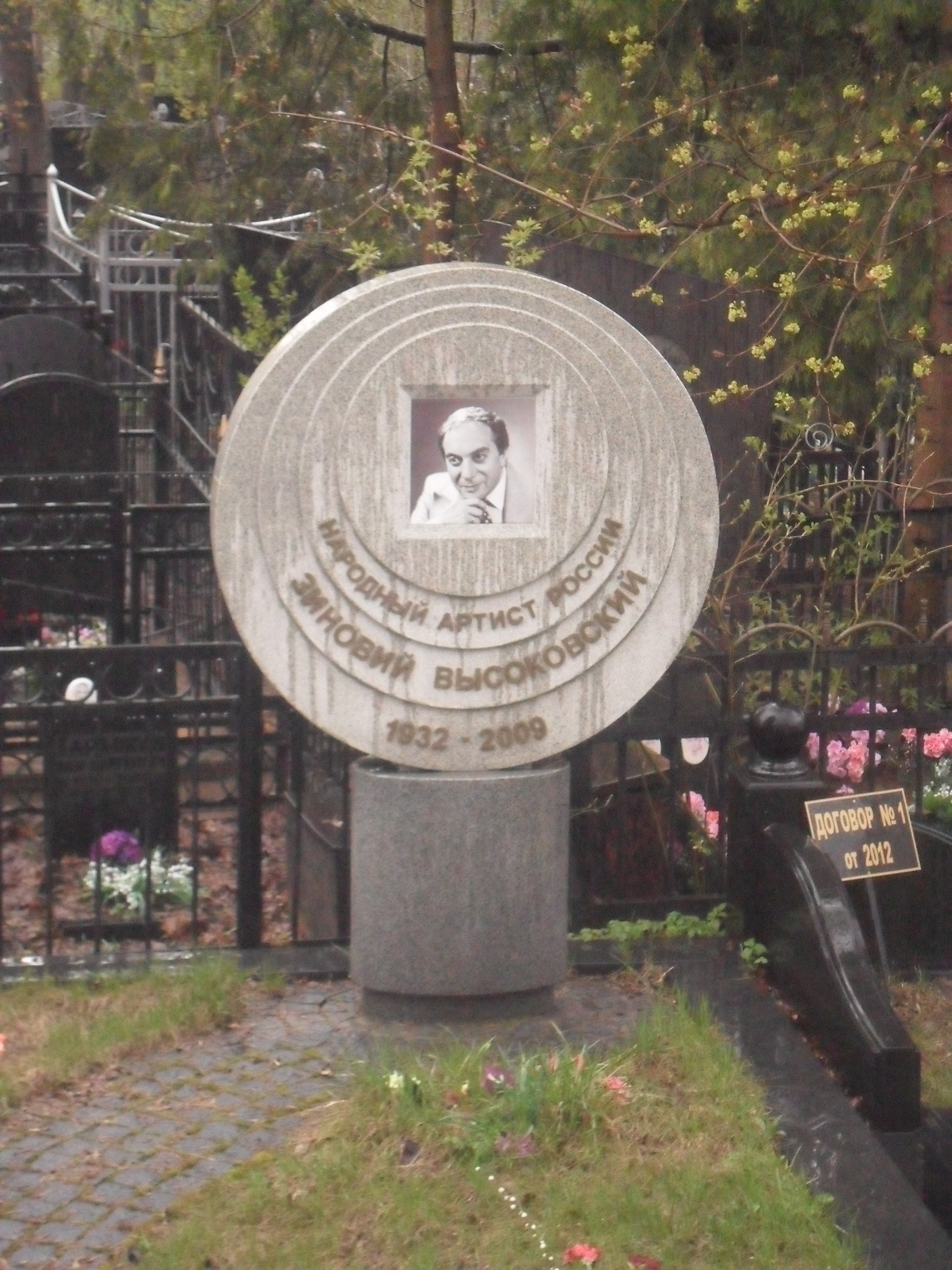
Могила Высоковского на Ваганьковском кладбище.

В 1961 году Высоковский приходит в труппу Московского театра миниатюр.
Наряду с работой в театре, съёмками в кино, на «Радио-1» и на телевидении («Кабачок «13 стульев»»), Зиновий Высоковский вышел на эстраду и стал мастером разговорного жанра. Классикой на эстраде стали его «телефонные монологи» из вытрезвителя — разговор подгулявшего интеллигента со своей женой Люльком (автор В. Н. Тихвинский), монологи писателя-графомана пана Зюзи из телекабачка «13 стульев», монолог Аптекаря из спектакля «Интервенция» театра Сатиры Л. И. Славина.
Заслуженный деятель культуры Польши.
В 2002 году выпустил книгу «Жизнь моя — анекдот: Автобиографическая проза».
Скончался на 77-м году жизни в ночь на понедельник 3 августа 2009 года в Москве. Высоковский был доставлен в Боткинскую больницу в тяжёлом состоянии, ему срочно требовался гемодиализ, однако усилия врачей оказались тщетными.
Похоронен 6 августа на Ваганьковском кладбище в Москве (участок № 25).

## Личная жизнь
- Дочь З. М. Высоковского — журналистка и радиоведущая Екатерина Высоковская[9].
- Внучка — актриса Софья Высоковская (род. 1985)[10].

## Творчество

### Фильмография
- 1964 — Живые и мёртвые — Михаил Вайнштейн
- 1965 — Друзья и годы — Гриша Костанецкий
- 1965 — Иностранка — отдыхающий на пляже
- 1968 — Ещё раз про любовь — Пётр Борисович Гальперин
- 1968 — Шестое июля
- 1969 — Кабачок «13 стульев» — пан Зюзя
- 1969 — Швейк во Второй мировой войне — Солдат Швейк
- 1969 — Похищение — камео
- 1970 — Московский театр Сатиры на экране («Затюканный апостол») — Отец
- 1974 — Безумный день, или Женитьба Фигаро — Бартоло
- 1975 — Маленькие комедии большого дома («Московская серенада») — Тенгиз
- 1975 — Автомобиль и немного статистики (документальный) — камео
- 1977 — Два клёна — Кот
- 1981 — Тайна, известная всем — пират «Мечтатель»
- 1982 — Алиса в Зазеркалье (мультипликационный) — Труляля
- 1982 — Ревизор — Иван Кузьмич Шпекин
- 1996 — Старые песни о главном 2 — пан Зюзя
- 2002 — Кышкин дом — Эраст Одесский
- 2002 — Смотрящий вниз — Иван Штейнберг
- 2006 — Парк советского периода
- 2009 — Грязная работа — антиквар Алексеев-Чижевский

#### Киножурнал «Ералаш»
- 2003 — Выпуск № 162 (сюжет «Рыбак»)[11] — дедушка Кирилла

#### Киножурнал «Фитиль»
- 1968 — Выпуск № 69 (новелла «Спрос и предложение») — владелец «Москвича»
- 1973 — Выпуск № 136 (новелла «Во сне и наяву») — доктор-гипнотезёр
- 1974 — Выпуск № 148 (новелла «Научный подход») — покупатель
- 1976 — Выпуск № 169 (новелла «Промашка») — Евгений Андреевич
- 1976 — Выпуск № 173 (новелла «Взрослые игры») — начальник